# Agasta
Agasta là một chi bọ cánh cứng trong họ Chrysomelidae.
Chi này được Hope miêu tả khoa học năm 1840.

## Các loài
Chi này gồm các loài:
- Agasta annamica Kimoto & Gressitt, 1981